# Велике Брянцево
Велике Бря́нцево (рос. Большое Брянцево) — присілок у складі Подольського міського округу Московської області, Росія.

## Населення
Населення — 27 осіб (2010; 0 у 2002).